# Wyrd (groupe)
Pour les articles homonymes, voir Wyrd (homonymie).
Wyrd est un groupe de black et pagan metal finlandais, originaire de Hyvinkää, Uusimaa. Longtemps le groupe d'un seul homme, Narqath s'est adjoint les services d'un vrai batteur pour son album paru en 2006

## Biographie
Le groupe est initialement formé en 1997 sous le nom de Hellkult par Narqath et le batteur Kalma (Ville Pallonen) d'Azaghal,. Ce combo publie trois démos, Christian Holocaust en 1997, Hail War! et Of Pure Heathen Blood en 1998. Après le départ de Kalma, Narqath décide de se lancer dans un nouveau départ, et renomme son projet Wyrd, la même année.
Wyrd publie sa première démo sous ce nom, intitulée Unchained Heathen Wrath au label Dragonthrone Productions, limitée à 400 exemplaires, au début de 2000. Une version cassette audio est publiée en mars la même année chez Chanteloup Creations, et limitée à 200 exemplaires. Songs of the Northern Gale est suivi en mars 2000 par Of Revenge and Bloodstained Swords publié en février 2001. Leur premier album studio, Heathen, est publié en septembre 2001 au label Millenium Metal Music. L'album, qui dure 51 minutes, est limitée à 900 exemplaires, et plutôt bien accueilli par la presse spécialisée,,. Leur deuxième album studio, Huldrafolk, est publié en mai 2002. Desolate Landscapes publie ensuite la compilation Wrath and Revenge, limitée à 500 exemplaires, en février 2003.
Le label allemand Solistitium Records publie le nouvel album du groupe, Vargtimmen, qui est en deux parties, en 2003 et 2004. Le groupe contribue à la version de In Silence Enshrined pour le double-album December Songs publié en décembre 2006. La même année, leur premier album, Heathen, est réédité. À la fin de 2008, le groupe signe avec le label Naga Productions, annonçant l'album Kalivägi pour février 2009.
En janvier 2010, Moribund Records annonce la signature du groupe. Au début de 2016 sort leur nouvel album Death of the Sun.

## Membres

### Membres actuels
- Niflungr – basse[2]
- Lima – batterie[2]
- Ruho – guitare[2]
- Narqath – guitare, synthétiseur, tous les instruments, chant (1998-2009)[2]
- Wircki – synthétiseur, guitare[2]
- Grim – chant[2]

### Ancien membre
- JL Nokturnal – batterie (2005-?)[2]

## Discographie

### Albums studio
- 2001 : Heathen
- 2002 : Huldrafolk
- 2003 : Wrath and Revenge (compilation)
- 2003 : Vargtimmen
- 2004 : Vargtimmen II
- 2005 : Rota
- 2006 : The Ghost Album
- 2007 : Kammen
- 2009 : Kalivägi
- 2016 : Death of the Sun

### Démos
- 1998 : The Christian Holocaust
- 1999 : Of Pure Heathen Blood
- 2000 : Unchained Heathen Wrath
- 2000 : Songs Of The Northern Gale
- 2001 : Of Revenge and Bloodstained Swords